# Vriesea glutinosa
Vriesea glutinosa là một loài thuộc chi Vriesea.

## Hình ảnh

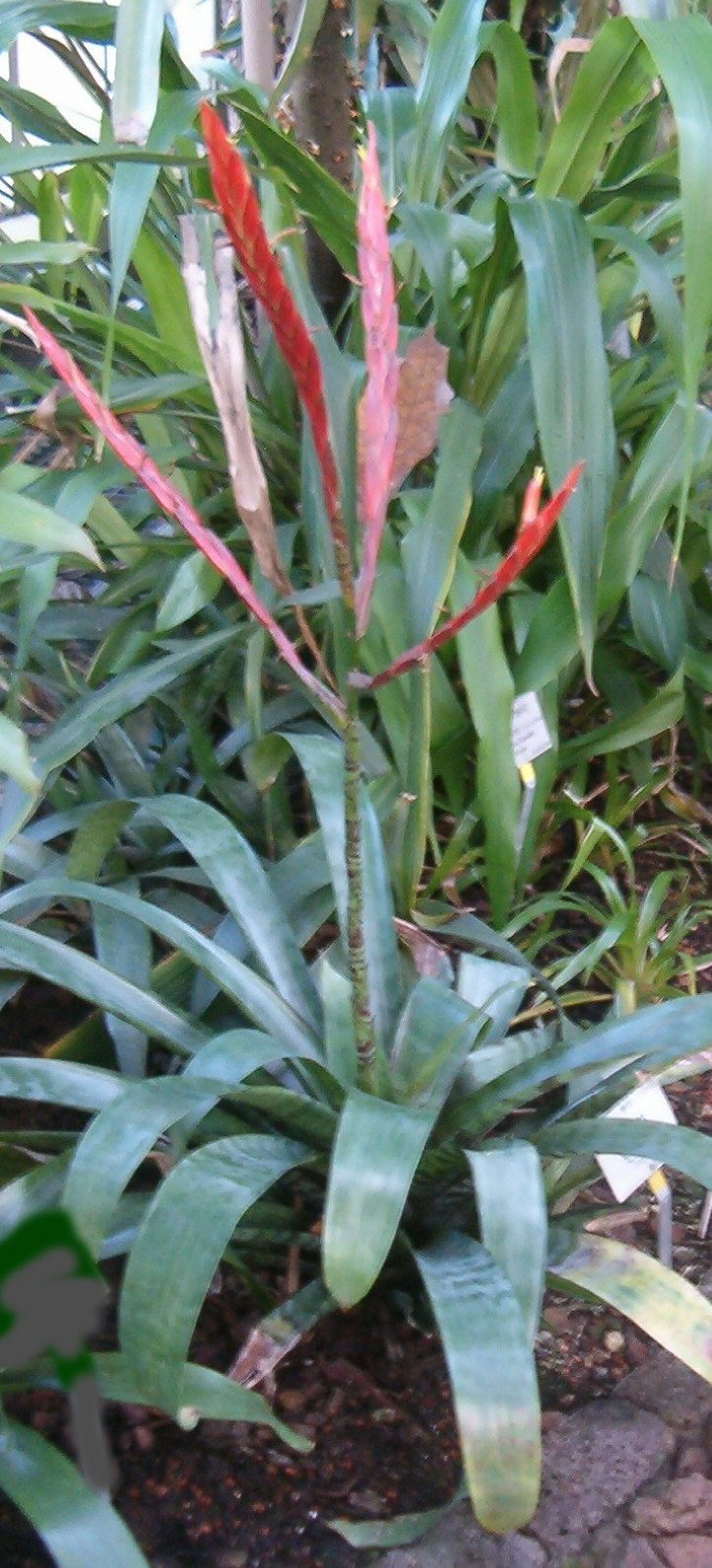
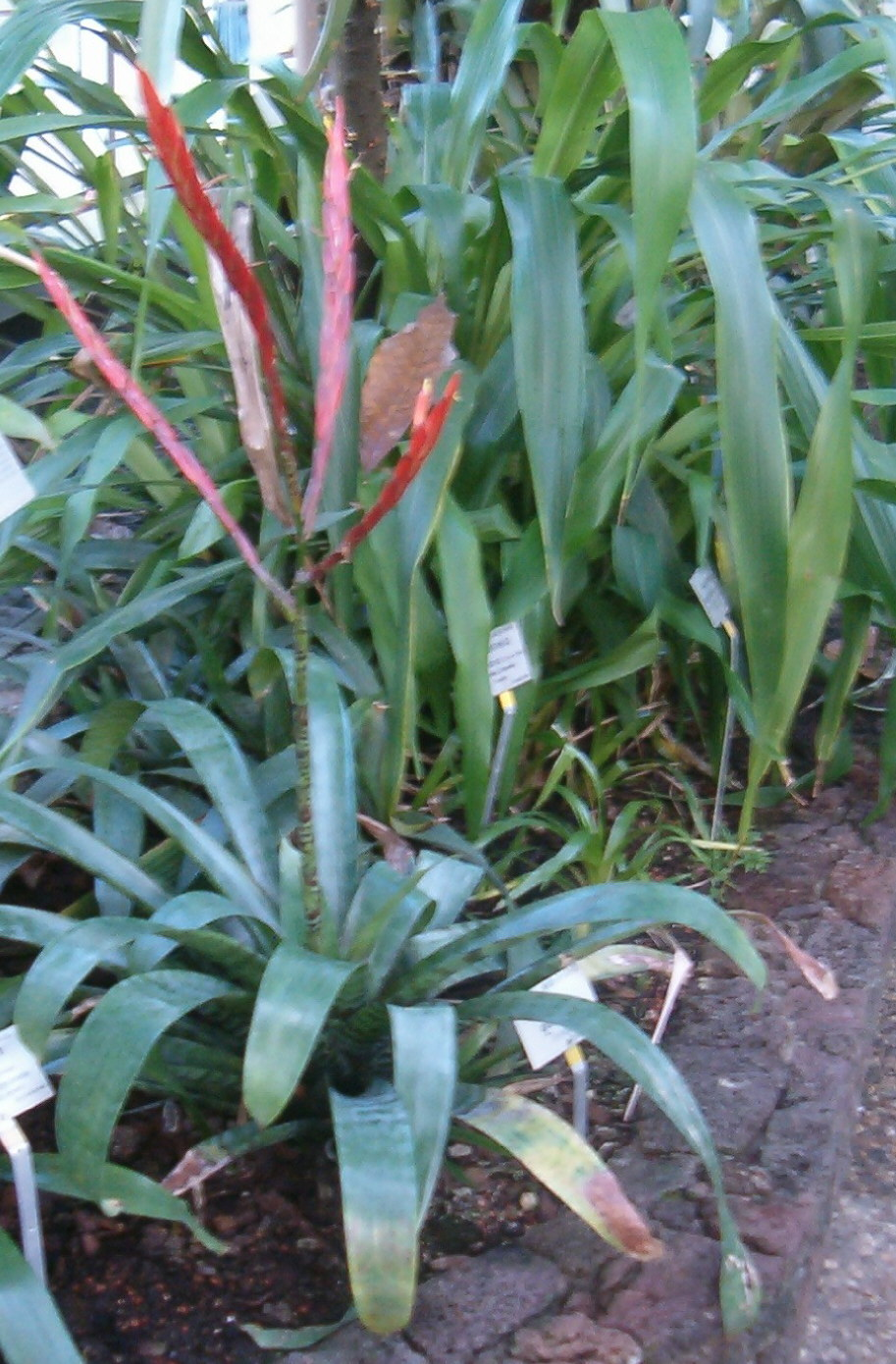
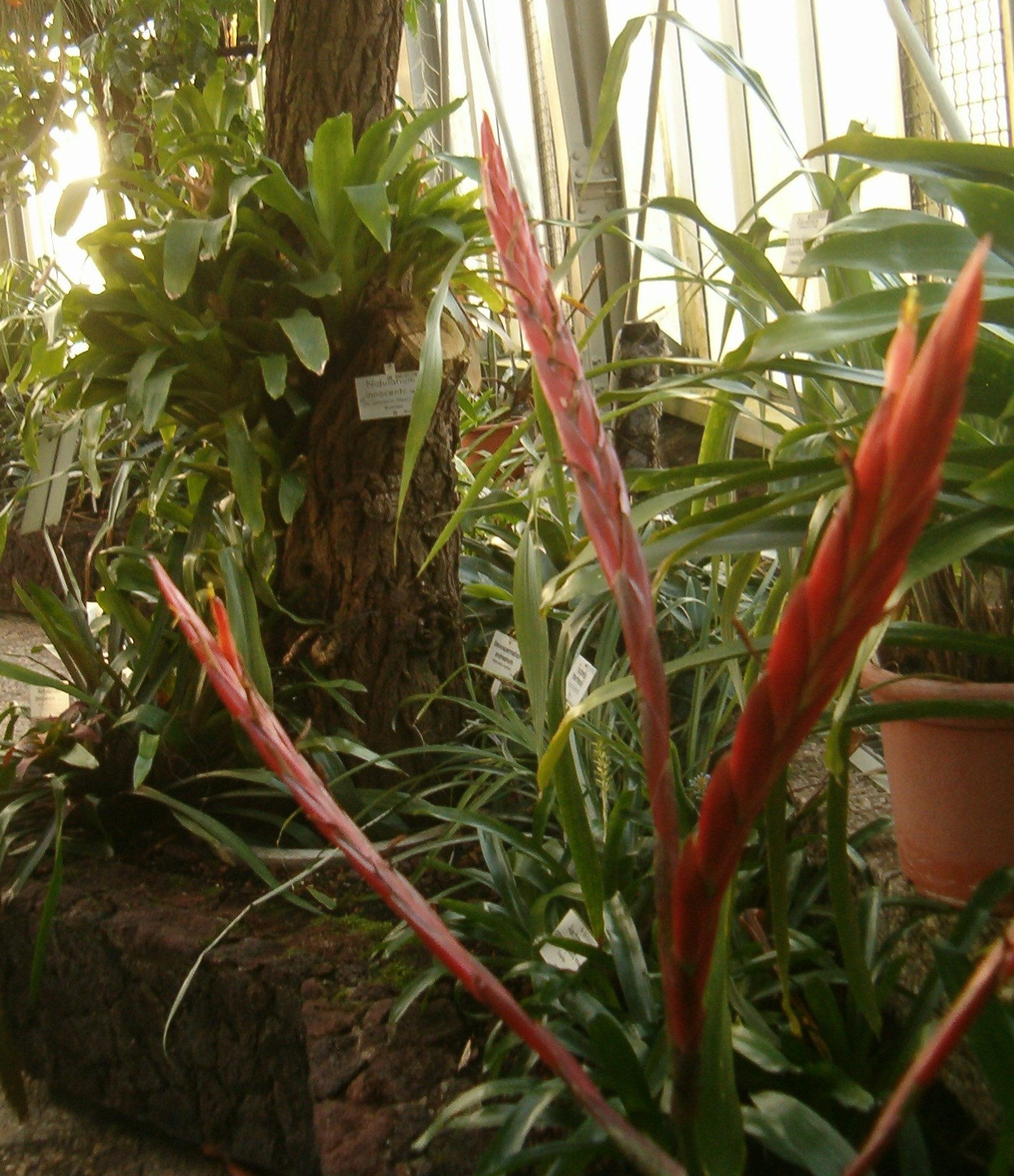

## Giống
- Vriesea 'Amelita'
- Vriesea 'Brasilia'
- Vriesea 'Carlsbad'
- Vriesea 'Double Pleasure'
- Vriesea 'Galaxy'
- Vriesea 'Johnson's #637'
- Vriesea 'Madam Pele'
- Vriesea 'Splendide'
- Vriesea 'Symphonie'
- Vriesea 'Towering Flame'